# Anancylus vivesi
Anancylus vivesi är en skalbaggsart som beskrevs av Stefan von Breuning 1978. Anancylus vivesi ingår i släktet Anancylus och familjen långhorningar. Inga underarter finns listade i Catalogue of Life.